# Port-Lesney-Grange-de-Vaivre
'Port-Lesney-Grange-de-Vaivre est une ancienne commune du Jura ayant existé de 1973 à 1987. Elle a été créée en 1973 par la fusion des communes de Port-Lesney et de Grange-de-Vaivre. En 1987, elle a été supprimée et les deux communes constituantes ont été rétablies.

## Histoire
Par un arrêté préfectoral du 30 novembre 1972, Port-Lesney fusionne en association le 1er janvier 1973 avec Grange-de-Vaivre qui devient commune associée. La commune nouvellement créée devient alors Port-Lesney-Grange-de-Vaivre. Cependant, cette association prend fin le 1er mars 1987 par arrêté préfectoral du 19 février 1987. Par conséquent, la situation redevient comme elle l'était avant 1973.